# Igor Karačić
Igor Karačić (Mostar, 2 novembre 1988) è un pallamanista croato, centrale del Zagabria.

## Palmares

### Club

#### Competizioni nazionali
- Campionato bosniaco di pallamano maschile: 1

Bosna Sarajevo: 2010-11
- Campionato macedone di pallamano maschile: 6

Vardar: 2012–13, 2014–15, 2015–16, 2016-17, 2017-18, 2018-19
- Coppa della Macedonia del Nord di pallamano maschile: 5

Vardar: 2013-14, 2014-15, 2015-16, 2016-17, 2017-18
- Supercoppa macedone: 2

Vardar: 2017, 2018
- Campionato polacco di pallamano maschile: 4

Kielce: 2019-20, 2020-21, 2021-22, 2022-23
- Coppa di Polonia di pallamano maschile: 2

Kielce: 2020-21, 2024-25

#### Competizioni internazionali
- EHF Champions League: 2

Vardar: 2016–17, 2018–19
- SEHA League: 4

Vardar: 2013–14, 2016–17, 2017-18, 2018-19

### Nazionale
- Mondiali

 Croazia, Danimarca e Norvegia 2025
- Europei

 Austria, Norvegia e Svezia 2020
 Polonia 2016